# Verbascum alceoides
Verbascum alceoides är en flenörtsväxtart som beskrevs av Pierre Edmond Boissier och Hausskn.. Verbascum alceoides ingår i släktet kungsljus, och familjen flenörtsväxter. Inga underarter finns listade i Catalogue of Life.